# Campionato israeliano di scacchi

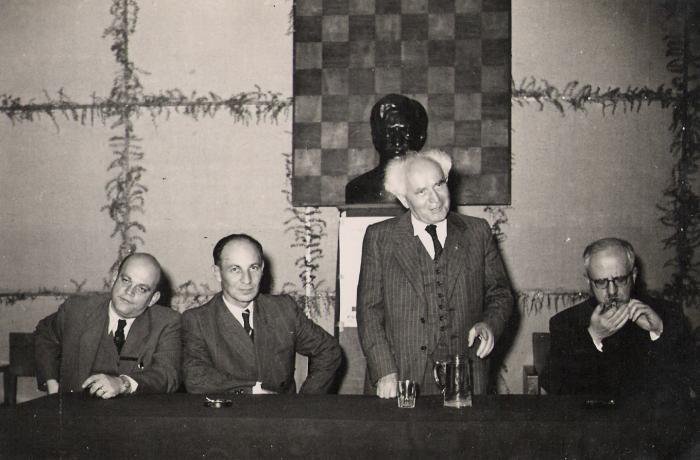
David Ben Gurion presenta il primo campionato israeliano di scacchi (1951)

Il Campionato israeliano di scacchi è un torneo di scacchi che si disputa in Israele dal 1951 per determinare il campione nazionale di scacchi.
Dal 1951 al 1971 il campionato si è tenuto ogni due anni. È raramente un torneo annuale.

## Albo dei vincitori
- Nota: le colonne sono ordinabili tramite i tasti a fianco dei titoli.

| #  | Anno | Vincitore                 |
| -- | ---- | ------------------------- |
| 1  | 1951 | Menachem Oren             |
| 2  | 1953 | Yosef Porath              |
| 3  | 1955 | Moshe Czerniak            |
| 4  | 1957 | Yosef Porath              |
| 5  | 1959 | Yosef Porath              |
| 6  | 1961 | Izak Aloni                |
| 7  | 1963 | Yosef Porath              |
| 8  | 1965 | Izak Aloni                |
| 9  | 1967 | Shimon Kagan              |
| 10 | 1969 | Shimon Kagan              |
| 11 | 1971 | Uzi Geller                |
| 12 | 1974 | Vladimir Liberzon         |
| 13 | 1976 | Nathan Birnboim           |
| 14 | 1978 | Roman Dzindzichashvili    |
| 15 | 1980 | Nathan Birnboim           |
| 16 | 1982 | Yehuda Gruenfeld          |
| 17 | 1984 | Alon Greenfeld            |
| 18 | 1986 | Nathan Birnboim           |
| 19 | 1988 | Gad Rechlis               |
| 20 | 1990 | Yehuda Gruenfeld          |
| 21 | 1992 | Ilya Smirin               |
| 22 | 1994 | Leonid Yudasin            |
| 23 | 1996 | Lev Psakhis               |
| 24 | 1998 | Eran Liss                 |
| 25 | 2000 | Boris Avrukh Alik Gershon |
| 26 | 2002 | Ilya Smirin               |
| 27 | 2004 | Sergey Erenburg           |
| 28 | 2006 | Maxim Rodshtein           |
| 29 | 2008 | Boris Avrukh              |
| 30 | 2010 | Vitali Golod              |
| 31 | 2013 | Tamir Nabaty              |
| 32 | 2014 | Victor Mikhalevski        |
| 33 | 2016 | Tamir Nabaty              |
| 34 | 2018 | Alon Greenfeld            |
| 35 | 2021 | Victor Mikhalevski        |
| 36 | 2022 | Ido Gorshtein             |
| 37 | 2024 | Ilya Smirin               |

| #  | Anno | Campionessa femminile             |
| -- | ---- | --------------------------------- |
| 1  | 1955 | Ora Nodel Yaron                   |
| 2  | 1957 | Rivka Lichtenfeld                 |
| 3  | 1959 | Genia Gevenda                     |
| 4  | 1961 | Clara Friedman                    |
| 5  | 1963 | Clara Friedman                    |
| 6  | 1965 | Clara Friedman                    |
| 7  | 1967 | Sima Rabinovich Forman            |
| 8  | 1969 | Frida Rabinovich Forman           |
| 9  | 1971 | Lidia Gal                         |
| 10 | 1974 | Olga Podrazhanskaya               |
| 11 | 1976 | Olga Podrazhanskaya               |
| 12 | 1978 | Ljuba Kristol                     |
| 13 | 1980 | Lena Glaz                         |
| 14 | 1982 | Ljuba Kristol olga Podrazhanskaya |
| 15 | 1984 | Ljuba Kristol                     |
| 16 | 1986 | Shlomit Vardi                     |
| 17 | 1988 | Ljuba Kristol                     |
| 18 | 1990 | Ljuba Kristol                     |
| 19 | 1992 | Masha Klinova                     |
| 20 | 1994 | Ludmila Tsifanskaya               |
| 21 | 1996 | Ludmila Tsifanskaya               |
| 22 | 1998 | Irina Yudasina                    |
| 23 | 2000 | Ela Pitam                         |
| 24 | 2002 | Irina Botvinnik                   |
| 25 | 2004 | Bella Igla                        |
| 26 | 2006 | Bela Atnilov                      |
| 27 | 2008 | Olga Vasiliev                     |
| 28 | 2010 | Masha Klinova                     |
| 29 | 2013 | Olga Vasiliev                     |
| 30 | 2014 | Olga Vasiliev                     |
| 31 | 2016 | Michal Lahav                      |
| 32 | 2018 | Yuliya Shvayger                   |
| 33 | 2022 | Yuliya Shvayger                   |